# Осінник жовтий
Осінник жовтий, осі́нник пізньоцві́товий, або штернбе́ргія пізньоцві́това, або штернбе́ргія морозникоквітко́ва (Sternbergia colchiciflora) — отруйна багаторічна рослина родини амарилісових. Релікт, занесений до Червоних книг України і Росії. Декоративна культура.

## Назва
Осінник пізньоцвітовий дещо відрізняється формою пелюсток від більшості представників свого роду, що наближає його до пізньоцвіту осіннього (народна назва морозник). Ці два види систематично не споріднені, але крім форми квіток їх поєднує ще й однаковий строк цвітіння — рання осінь. Саме через цю схожість рослина і отримала латинську і українські видові назви.

## Опис
Трав'яниста рослина 5–14 см заввишки, геофіт, ефемероїд. Цибулина яйцеподібна 1–2 см завширшки та 1–2 см завдовжки, вкрита бурими перетинчастими оболонками. Стебло двогранне, біля основи обгорнуте короткою піхвою, одноквіткове. Листків 4–6 штук, вони вузьколінійні, плоскі, тупі, із закрученими кінчиками. Їхня довжина сягає 15 см, ширина — 4–5 мм.
Квітконіс короткий, з крилоподібним приквітком. Квітка двостатева, актиноморфна, шестичленна, жовта. Оцвітина з трубочкою і лійкоподібним відгином, до 3 см завдовжки. Тичинок 6, з низ 3 довгі, а 3 короткі. Тичинкові нитки приростають до верхньої частини квіткової трубки. Зав'язь і стовпчик тригранні, приймочка трилопатева. Плід — коробочка 3–4 см завдовжки, розташована практично на поверхні землі. Насінини мають придатки для приваблення мурах.

## Екологія
Вид тепло- і світлолюбний, помірно посухостійкий, віддає перевагу глинистим і вапняковим ґрунтам. Зростає на гірських луках, схилах, узліссях, серед чагарників, у степах, особливо кам'янистих. У гірській місцевості трапляється у долинах і в нижній частині схилів на висотах до 250 м над рівнем моря.
Квітне у серпні-вересні, під час осінньої посухи іноді спостерігається підземне цвітіння, при цьому квітка розвивається всередині цибулини. Листки розвиваються після цвітіння і зимівлі, в квітні наступного року і вже у травні починають всихати. Одночасно з їх відмиранням достигають плоди. Насіння поширюється мурахами (мірмекохорія). Розмножується переважно насінням, вегетативне розмноження за допомогою цибулин у природі доволі рідкісне, в культурі застосовується частіше.

## Поширення
Ареал виду широкий і охоплює терени Середньої і Південної Європи від Іспанії на заході до України на сході. Крім того, осінник пізньоцвітовий зростає на Кавказі, в Малій Азії, Ірані, Палестині, Сирії, Лівані, Ізраїлі, Алжирі та Марокко.
Українські популяції зосереджені на півдні країни: в Одеській області біля Одеси, Ізмаїлу, навколо сіл Холодна Балка і Веселий Кут, а також на території Автономної Республіки Крим поблизу міст Симферопіль, Севастопіль, Бахчисарай, Керч, Саки, селища міського типу Коктебель, на Ай-Петринській яйлі та мисі Казантип. Більшість популяцій невеликі за розміром, а їх щільність становить в середньому 5-20 особин на 1 м².

## Значення і статус виду
Українські популяції осінника пізньоцвітового відновлюються погано, осередки цього виду сильно потерпають від рекреаційного навантаження, викопування цибулин, порушення біотопів. Їх збереженням займаються Тарханкутський національний природний парк, Ялтинський гірсько-лісовий та Казантипський природні заповідники. Окрім України ця рослина охороняється в Росії та Угорщині.
Цей вид вирощують як декоративну рослину. Використовують для прикрашення кам'янистих садків, альпійських гірок, висаджують на галявинах між деревами. Осінник пізньоцвітовий поступається в популярності більш відомому Sternbergia lutea.

## Синоніми
| - Amaryllis citrina (Herb.) Sm. - Amaryllis colchiciflora (Waldst. & Kit.) Ker Gawl. - Amaryllis etnensis Raf. - Oporanthus citrinus Herb. - Oporanthus colchiciflorus (Waldst. & Kit.) Herb. - Sternbergia alexandrae Sosn. - Sternbergia citrina (Herb.) Ker Gawl. ex Schult. & Schult.f. - Sternbergia colchiciflora var. alexandrae (Sosn.) Artjush. | - Sternbergia colchiciflora var. dalmatica Herb. - Sternbergia colchiciflora subsp. dalmatica (Herb.) K.Richt. - Sternbergia dalmatica (Herb.) Herb. - Sternbergia etnensis (Raf.) Guss. - Sternbergia exscapa Tineo - Sternbergia lutea var. graeca Rchb. - Sternbergia lutea subsp. graeca (Rchb.) K.Richt. |